# Aston Martin DBR9
Der Aston Martin DBR9 ist ein von Prodrive gebauter Rennwagen, der 2005 erstmals eingesetzt wurde. Die von Aston Martin gebaute Straßenversion DB9 des GT-Sportlers wurde David Richards Firma zum Umbau übergeben. Sie entwickelte den Wagen gemäß dem GT1-Reglement zu einem Supersportler. Neben dem DBR9 wurden auch Fahrzeuge für das seriennähere GT3-Reglement aufgebaut und erhielten den Namen DBRS9.
Die ursprünglich 2004 vorgestellte Straßenversion des DBR9 wurde indes nicht umgesetzt. Insgesamt wurden 16 GT1-Fahrzeuge für den Renneinsatz gefertigt.

## Rennwagen
Aston Martin übernahm von der Serienversion das Chassis und die Grundform des DB9. Die Karosserie des Rennwagens besteht jedoch nun, mit Ausnahme des Daches, aus kohlenstofffaserverstärktem Kunststoff. Aerodynamische Hilfsmittel wie ein glatter Unterboden, Diffusor und Heckflügel sorgen für erhöhten Anpressdruck.
Entsprechend dem Reglement, mussten Motorblock und Zylinderkopf von der Serienversion übernommen werden. Trotz den vom Reglement vorgeschriebenen Luftmengenbegrenzern produziert der V12-Motor über 441 kW (600 PS).
Der Wagen wurde von 2005 bis 2008 zuerst von Aston Martin Racing eingesetzt. Dazu kamen mehrere DBR9 von Kundenteams, die den Wagen noch bis 2011 verwendeten. Die werksunterstützten Teams tragen das Präfix „Aston Martin“ im Namen, wie zum Beispiel: Aston Martin Team Labre. Der Wagen fuhr unter anderem in der FIA-GT-Meisterschaft, der Le Mans Series, der ALMS und bei den 24 Stunden von Le Mans.

### Renngeschichte
2005:
- 4. Platz bei den 12 Stunden von Sebring
- 3. Platz bei den 24 Stunden von Le Mans
- 2 Siege in der FIA GT-Meisterschaft
- 1 Klassensieg in der Le Mans Endurance Series

2006
- 2. Platz bei den 12 Stunden von Sebring
- 2. Platz in der ALMS in der Kategorie GT1
- 2 Siege in der FIA-GT-Meisterschaft
- 3 Klassensiege in der Le-Mans-Series-Saison 2006

2007
- 1. Platz bei den 24 Stunden von Le Mans in der Kategorie GT1
- 3 Siege in der FIA-GT-Meisterschaft 2007
- 2. Platz in der Gesamtwertung der FIA-GT-Meisterschaft durch das Jetalliance Racing Team

2008
- 16. Platz bei den 24 Stunden von Le Mans (Gesamtrang)
- 1. + 4. Platz bei den 24 Stunden von Le Mans in der Kategorie GT1
- 3 Klassensiege in der Le-Mans-Series-Saison 2008

## Straßenversion
Eine Straßenversion des DBR9 wird es nicht geben. Ursprünglich sollten vom DBR9 12 Werkswagen und weitere 20 Wagen für Privatleute gebaut werden, die dann von Privatteams eingesetzt werden sollten. Diese Stückzahlen wurden jedoch nicht erreicht. Bis 2008 wurden insgesamt 16 DBR9 gefertigt, sechs davon für Privatteams.